# Províncias da Serra Leoa
Serra Leoa é dividida em 3 províncias e uma Área Ocidental, as províncias subdividem-se em 16 distritos (anteriormente 14), e os distritos são divididos em 190 (anteriormente 149) chefias.

Províncias da Serra Leoa

- Província do Leste
- Província do Norte
- Província do Sul
- Área Ocidental